# Жуманазарова, Мээрим Рахмадиловна
Мээрим Рахмадиловна Жуманазарова (кирг. Мээрим Рахмадиловна Жуманазарова; род. 9 ноября 1999, Первомайское, Таласская область) — кыргызская спортсменка (вольная борьба), серебряный призёр летних олимпийских игр 2024 года, бронзовый призёр Олимпийских игр 2020 года в Токио, чемпионка мира (2021), обладатель Кубка мира (2020), призёр чемпионатов Азии и Азиатских игр. Мастер спорта Кыргызской Республики международного класса по вольной борьбе. Первая в истории Кыргызстана женщина, завоевавшая олимпийскую медаль.

## Биография
Родилась в семье Рахмадила Джуманазарова (род. 1955) — тренера по вольной борьбе — и Айнуры Чолпонкуловой (род. 1971) — фельдшера-лаборанта. Мээрим — четвёртый ребёнок в семье из восьмерых детей. Помимо неё, спортивной борьбой в семье занимаются две сестры и брат. Женской борьбой начала заниматься в 12 лет, когда училась в шестом классе. Первым тренером спортсменки был её отец Рахмадил Жуманазаров.
Её одноклассница Айпери Медет кызы на Олимпиаде заняла пятое место. Обе спортсменки учились в одном классе, а сегодня продолжают вместе тренироваться.
С 2005—2014 годах училась в родном селе в средней школе им. Токтогула Чолушева. С 2014 по 2016 гг. получала образование в колледже Международного Университета Кыргызстана. С 2017 года студентка тренерского факультета Кыргызской государственной академии физической культуры и спорта.
На летних Олимпийских играх 2024 года в Париже, в весовой категории до 68 кг стала обладательницей серебряной медали. В финальной схватке уступила спортсменке из США Эмит Элор.

## Карьера
2014 г. — бронза на чемпионате Азии в Бангкоке
2015 г. — бронза на чемпионате Азии в Индии
2016 г. — бронза на чемпионате мире в Грузии
2017 г. — золото на чемпионате Азии в Бангкоке
2017 г. — бронза на чемпионате мире в Финляндии
2018 г. — бронза на Азиатских играх в Джакарте
2018 г. — бронза на чемпионате Азии в Бишкеке
2020 г. — бронза на Олимпийских играх в Токио
2020 г. — золото на чемпионате мира в Белграде
2021 г. — золото на чемпионате Азии в Алма-Ате.
2022 г. — серебро на чемпионате Азии в Улан-Баторе.
2022 г. — золото на Чемпионате Азии U23 в Бишкеке